# Споффорт, Джемма
Джемма Мэри Споффорт (англ. Gemma Spofforth; род. 17 ноября 1987, Шорхэм-бай-Си, Западный Суссекс) — английская пловчиха, которая представляла Великобританию на Олимпийских играх, чемпионатах мира и европейских чемпионатах, а также Англию на Играх Содружества. Споффорт является экс-рекордсменкой мира и чемпионкой мира в плавании на 100 метров на спине (2009). Она выиграла в общей сложности восемь медалей на крупных международных чемпионатах.

## Биография
Джемма Споффорт родилась 17 ноября 1987 года в Шорхэм-бай-Си, Англия. Начала заниматься плаванием в возрасте трёх лет. В 2005 году перенесла панкреатит, в течение года не имея понятия, сможет ли продолжить карьеру пловчихи. Мать Джеммы умерла в возрасте 49 лет, и это сильно повлияло на пловчиху вплоть до того, что она хотела всё бросить и даже покончить с собой.
Споффорт поступила в Университете Флориды в Гейнсвилле, где она тренировалась в команде Грегга Троя с 2007 по 2010 годы. В течение четырех сезонов в американском колледже она выиграла семь национальных чемпионатов NCAA, в том числе три титула на дистанции в 100 ярдов (2008, 2009, 2010), три на дистанции в 200 ярдов (2007, 2008, 2009) и один в 200-ярдовой эстафете вольным стилем (2010), и была одним из ключевых участников Gators, выигравших чемпионат NCAA в 2010 году.

## Карьера
Споффорт участвовала в летней Олимпиаде 2008 года в Пекине, заняв четвертое место на дистанции 100 метров на спине, на 0,04 уступив бронзовой медалистке Маргарет Хольцер. Она также заняла девятое место на дистанции 200 метров на спине.
На чемпионате мира по водным видам спорта в Риме она завоевала золотую медаль на дистанции 100 метров на спине, установив мировой рекорд (58,12 с). Споффорт побила 100-метровый мировой рекорд на спине на пути к завоеванию своего первого мирового титула в Риме, а её результат улучшил достижение Анастасии Зуевой (58,48), показанное в полуфинале.
Она была членом олимпийской сборной Великобритании 2012 года и участвовала в плавании на 100 метров на спине, где заняла пятое место с результатом 59,20 с. После Олимпийских игр 2012 года Споффорт объявила о завершении соревновательной карьеры, хотя планировала закончить её раньше, когда на чемпионате мира в Шанхае не сумела выйти в финал.

## Личные рекорды
| Дисциплина \ Бассейн | 25 м    | 50 м    |
| -------------------- | ------- | ------- |
| 50 м на спине        | 28,63   | 27,92   |
| 100 м на спине       | 57,17   | 58,12   |
| 200 м на спине       | 2.04,95 | 2.06,66 |